# Tebay
Tebay – wieś i civil parish w Anglii, w Kumbrii, w dystrykcie (unitary authority) Westmorland and Furness. Leży 56 km na południowy wschód od miasta Carlisle i 365 km na północny zachód od Londynu. W 2011 roku civil parish liczyła 776 mieszkańców.